# شمشیربازی در المپیک تابستانی ۱۹۹۶
شمشیربازی در بازی‌های المپیک تابستانی ۱۹۹۶ نام رویداد ورزش شمشیربازی در بازی‌های المپیک تابستانی بود که در سال ۱۹۹۶ برگزار شد.

## جدول مدال‌ها
| رتبه | کشور           | طلا | نقره | برنز | مجموع |
| ۱    | روسیه (RUS)    | ۴   | ۲    | ۱    | ۷     |
| ۲    | ایتالیا (ITA)  | ۳   | ۲    | ۲    | ۷     |
| ۳    | فرانسه (FRA)   | ۲   | ۲    | ۳    | ۷     |
| ۴    | رومانی (ROM)   | ۱   | ۱    | ۰    | ۲     |
| ۵    | مجارستان (HUN) | ۰   | ۱    | ۲    | ۳     |
| ۶    | کوبا (CUB)     | ۰   | ۱    | ۱    | ۲     |
| ۷    | لهستان (POL)   | ۰   | ۱    | ۰    | ۱     |
| ۸    | آلمان (GER)    | ۰   | ۰    | ۱    | ۱     |

## کشورهای شرکت کننده
در این مسابقات ۲۲۴ ورزشکار (۱۳۶ مرد و ۸۸ زن) از ۴۶ کشور به رقابت با یک دیگر پرداختند.
| - الجزایر (۲) - آرژانتین (۴) - استرالیا (۱) - اتریش (۳) - جمهوری آذربایجان (۱) - بلاروس (۱) - بولیوی (۱) - بلغارستان (۳) - کانادا (۷) - چین (۹) - شیلی (۱) - کلمبیا (۲) | - کوبا (۷) - جمهوری چک (۱) - دانمارک (۱) - استونی (۶) - فنلاند (۱) - فرانسه (۱۵) - گرجستان (۱) - آلمان (۱۵) - بریتانیای کبیر (۲) - یونان (۱) - گواتمالا (۱) | - مجارستان (۱۵) - اسرائیل (۳) - ایتالیا (۱۶) - ژاپن (۴) - قزاقستان (۱) - کویت (۱) - لوکزامبورگ (۱) - پاراگوئه (۱) - لهستان (۱۱) - پرتغال (۱) - پورتوریکو (۱) - رومانی (۹) | - روسیه (۱۵) - صربستان و مونته‌نگرو (۱) - کره جنوبی (۱۳) - اسپانیا (۱۱) - سوئد (۲) - سوئیس (۵) - تونس (۱) - اوکراین (۶) - ایالات متحده آمریکا (۱۵) - ازبکستان (۱) - ونزوئلا (۴) |  |